# BLACK STONE (GACKTの曲)
「BLACK STONE」（ブラック ストーン）は2005年4月27日にGacktが発表した楽曲、及び同曲を収録したシングル。通算21枚目のシングルである。

## 概要
- シングルでは前作「ありったけの愛で」から3ヶ月後のリリースとなる。今作発売の2ヶ月前に発表されたアルバム『Love Letter』と雰囲気が大きく違うのも、1年間アルバム作成で鬱積されていたロックな部分を開放したためと語っている。

## 収録曲
1. BLACK STONE
  - 作詞：Gackt.C、作曲：Gackt.C、Chachamaru

ダイハツ・ムーヴ カスタム CMソング。
この曲は、大切にしていたスタッフの一周忌を迎えたこともあり、追悼の意味が込められている。曲名自体もGacktが大切にしている人間にお守りとしてプレゼントしている"オニキス"や亡くなったスタッフ自身の名前からつけられている。亡くしたスタッフへの想いについては、『DVDBOX PLATINUM BOX V』内にあるファンクラブイベント パートにてGackt自身が語る姿を見ることができる。
この曲では、Gacktがギターを演奏している。
後に、ベストアルバム『BEST OF THE BEST vol.1 -WILD-』にて、ベース、ドラム、ボーカル全体のリテイクが行われた再録バージョンが収録された。
また、ライブツアー『GACKT LIVE TOUR 2013 BEST OF THE BEST vol.1 M / W』にて8年ぶりに演奏された。
2. Ash
  - 作詞：Gackt.C、作曲：Gackt.C、Chachamaru
3. BLACK STONE (Instrumental)
4. Ash (Instrumental)

## 収録アルバム
- DIABOLOS (#1、#2)
- THE ELEVENTH DAY 〜SINGLE COLLECTION〜 (#1)
- BEST OF THE BEST vol.1 -WILD- (#1、再録バージョン)